# Aleksander z Afrodyzji

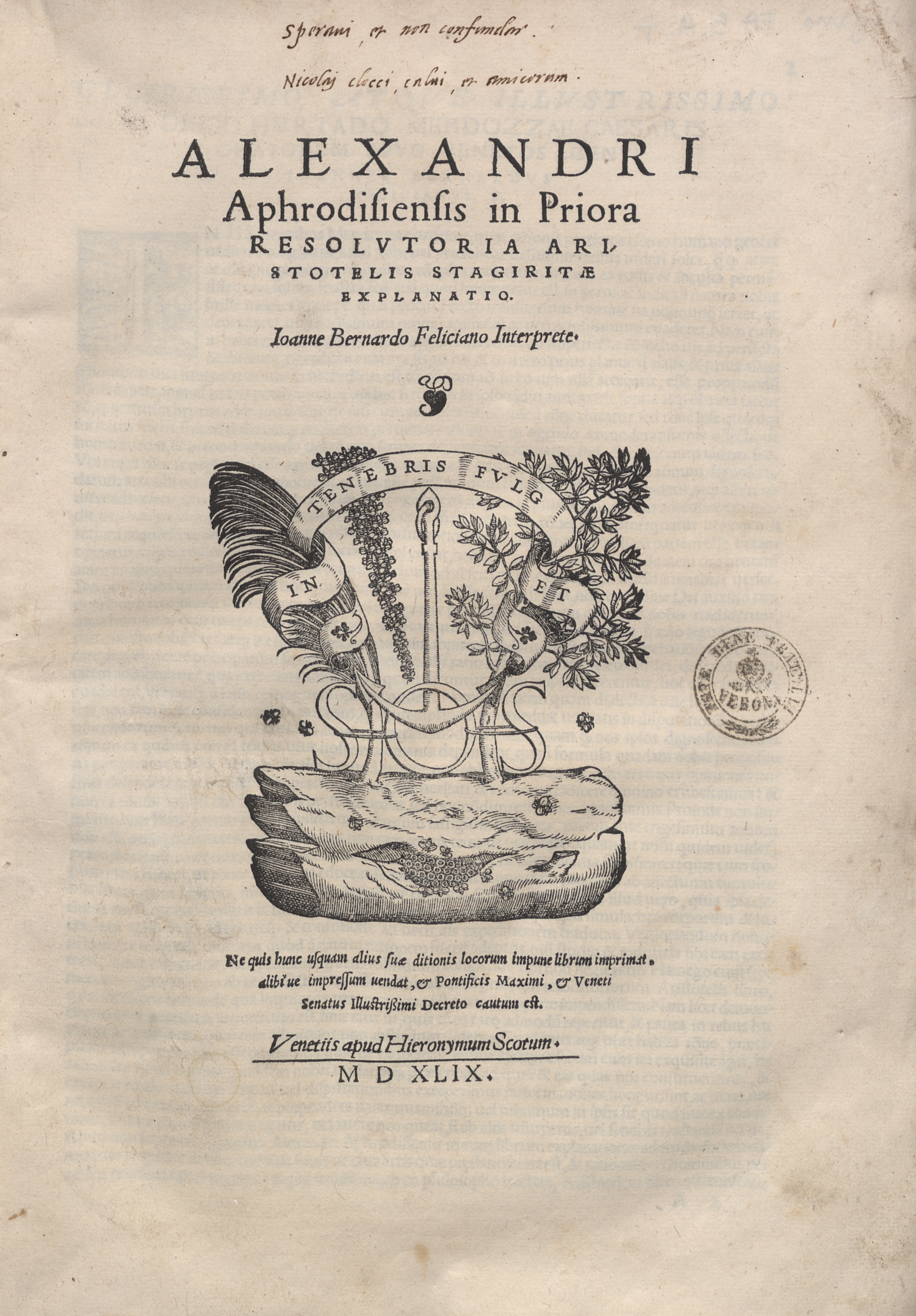
Commentaria in Analytica priora Aristotelis, 1549

Aleksander z Afrodyzji (przełom II i III w. n.e.) – filozof z tradycji arystotelejskiej, komentator pism Arystotelesa, zajmujący katedrę filozofii w Atenach w latach 198–211.
Uchodzi za najwybitniejszego przedstawiciela odrodzenia myśli perypatetyckiej, związanego z ponownym odkryciem ezoterycznych pism Arystotelesa. Chociaż był autorem również oryginalnych prac filozoficznych (obecnie zaginionych), to uważał się przede wszystkim za interpretatora i komentatora myśli arystotelejskiej. W filozofii renesansu powstała doktryna aleksandryzmu oparta na poglądach Aleksandra z Afrodyzji .

## Dzieła zachowane
- komentarze do ezoterycznych pism Arystotelesa

1. „Komentarz do Metafizyki Arystotelesa”
2. „Komentarz do Analityk Pierwszych Arystotelesa”
3. „Komentarz do Topik Arystotelesa”
4. „Komentarz do traktatu Arystotelesa O zmysłach”
5. „Komentarz do Meteorologiki Arystotelesa”

- traktaty teoretyczne

1. „De anima” (wyd. pol O duszy, przeł. Monika Agnieszka Komsta, wyd. Polskie Towarzystwo Tomasza z Akwinu, Lublin 2013)
2. „Problemy”
3. „O fatum”
4. „O mieszaninie”